# Marktkreuz (Cumnock)

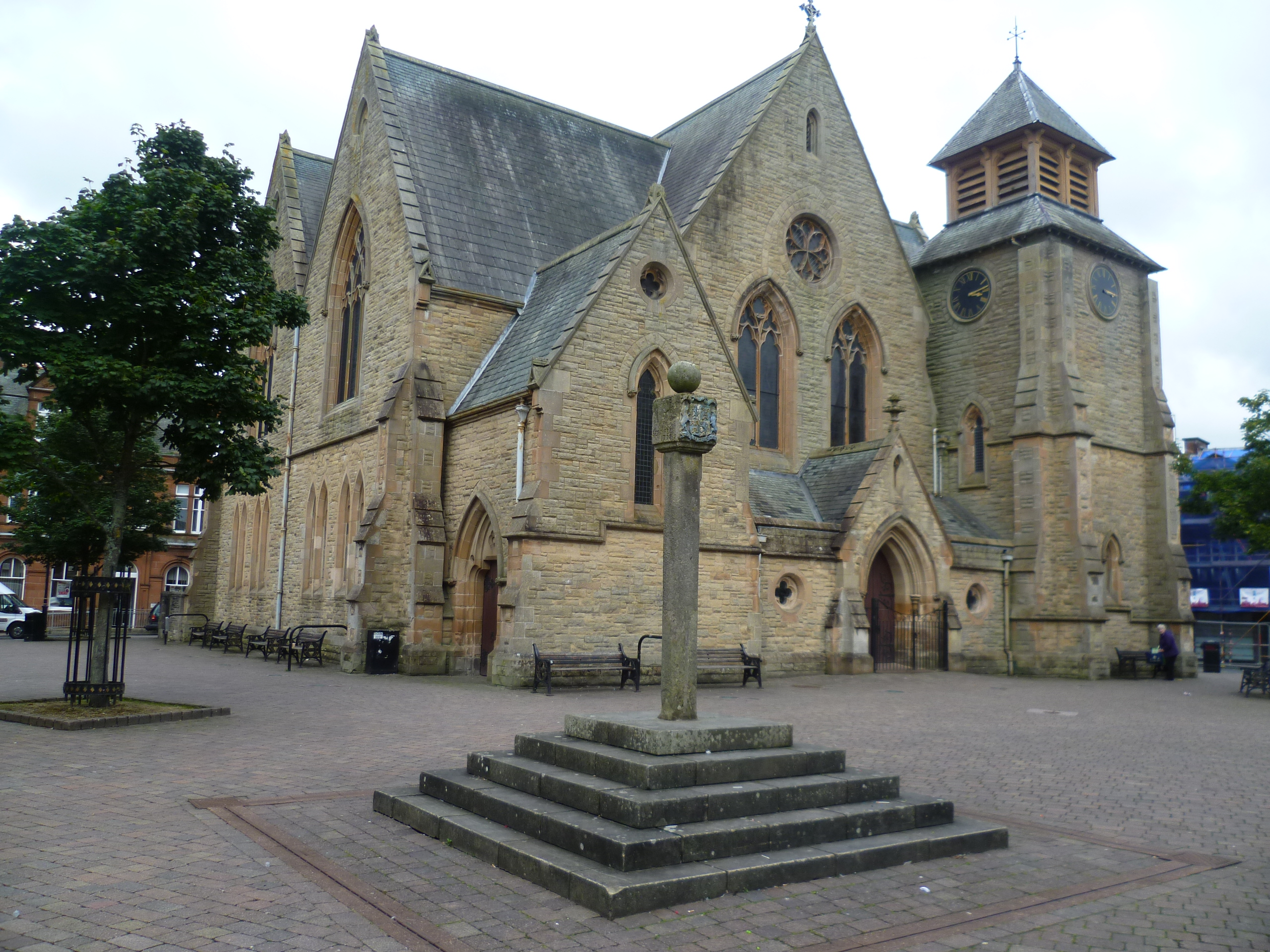
Marktkreuz von Cumnock

Das Marktkreuz von Cumnock ist ein Marktkreuz in der schottischen Stadt Cumnock in der Council Area East Ayrshire. 1971 wurde das Bauwerk in die schottischen Denkmallisten in der höchsten Kategorie A aufgenommen.

## Geschichte
Als Baujahr ist das Jahr 1703 auf dem Steinkreuz angegeben. Damit kann es sich nicht um das ursprüngliche Marktkreuz handeln, da der schottische König Jakob IV. Cumnock bereits 1509 das Marktrecht verlieh, woraufhin sicher ein Marktkreuz errichtet wurde. Auch befindet es sich sicherlich nicht am ursprünglichen Standort, da der Platz zuvor als Friedhof genutzt worden war und erst später umgestaltet wurde. Das Kreuz wurde 1778, 1944 und nochmals 1955 restauriert. Im Jahre 1900 installierte man eine Gaslampe auf dem Kreuz.

## Beschreibung
Das Marktkreuz liegt im Zentrum von Cumnock auf dem „The Square“ genannten Platz gegenüber der Old Cumnock Old Church. Es ist mit einem fünfstufigen Podest gestaltet, von welchem der schmucklose Schaft aufragt. Auf diesem sitzt ein würfelförmiger Kopf, der als Sonnenuhr fungiert. Er ist mit den Baudaten sowie dem Wappen der Familie Crighton gestaltet. Das Marktkreuz schließt mit einer Steinkugel.